# Erik Noya Cardona
Erik Noya Cardona (Caracas, 9 de febrero de 1994) es un deportista español que compite en escalada.
Ganó una medalla de plata en el Campeonato Mundial de Escalada de 2021 y una medalla de bronce en el Campeonato Europeo de Escalada de 2024, ambas en la prueba de velocidad.
Nació en Caracas (Venezuela) y vivió en el pueblo de San Antonio de Los Altos. Estudió Economía en la Universidad Católica Andrés Bello de Caracas. Reside en Madrid, y desde 2019 representa internacionalmente a España.

## Palmarés internacional
| Campeonato Mundial | Campeonato Mundial | Campeonato Mundial | Campeonato Mundial |
| Año                | Lugar              | Medalla            | Prueba             |
| ------------------ | ------------------ | ------------------ | ------------------ |
| 2021               | Moscú (Rusia)      | Medalla de plata   | Velocidad          |
| Campeonato Europeo |                    |                    |                    |
| Año                | Lugar              | Medalla            | Prueba             |
| 2024               | Villars (Suiza)    | Medalla de bronce  | Velocidad          |